# Люби їх і залиш їх
Люби їх і залиш їх (англ. Love 'Em and Leave 'Em) — американська комедійна мелодрама режисера Френка Таттла 1926 року.

## Сюжет
Дві сестри працюють в одному універмазі Нью-Йорка. Старша, Мейм, допомагає своєму другові Біллу в оформленні вітрин. Молодша, Джені, легковажна юна дівчина, після роботи весело проводить час, беручи участь у танцювальних конкурсах. Життя текло своєю чергою, поки у Мейм не настала чергова відпустка і вона не попросила Джені допомагати Біллу під час своєї відсутності.

## У ролях
- Евелін Брент — Мейм Волш
- Лоуренс Грей — Білл Біллінгслі
- Луїза Брукс — Джені Волш
- Осгуд Перкінс — Лем Вудрафф
- Джек Іган — каретник
- Марсія Гарріс — міс Стрітер
- Едвард Гарві — містер Вінфер
- Віра Сіссон — місіс Вінфер
- Джозеф МакКлунн — Август Вінфер
- Артур Дональдсон — містер МакГонігл
- Еліз Каванна — міс Гімпл
- Дороті Метьюз — Мінні
- Аніта Пейдж